# 棍布苏伦 (车臣汗部东路中左旗)

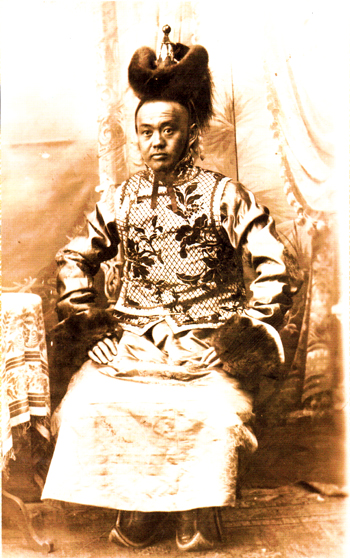
棍布苏伦

棍布苏伦（1884年—1914年），蒙古族，喀尔喀蒙古车臣汗部中左旗人，清朝车臣汗部中左旗札萨克固山贝子，1911年外蒙古独立后晋封郡王。

## 生平
棍布苏伦原为清朝喀尔喀车臣汗部参赞、中左旗札萨克固山贝子。
1911年，外蒙古独立，成立大蒙古国。1911年12月30日博克多汗的封赏名单中，棍布苏伦排名第4位，封赏内容如下：
车臣汗部（中左旗）札萨克固山贝子棍布苏伦，忠心效力，著赏额尔德尼达赖多罗郡王爵，赐黄缰，充任朝臣，授兵部大臣之职。
自此，棍布苏伦成为大蒙古国第一任兵部大臣。